# Tirana Stock Exchange
Die Tirana Stock Exchange (albanisch: Bursa e Tiranës) ist eine nicht mehr existierende Börse in Albanien. Sie befand sich in der Hauptstadt Tirana und wurde als TSE abgekürzt. Die Generaldirektorin der Börse war Anila Fureraj.

## Geschichte
Die TSE nahm ihren Betrieb als Abteilung der albanischen Zentralbank, der Bank of Albania, im Jahr 1996 auf, gleichzeitig mit der Gründung der Albanian Securities Commission, mit Vollmitgliedschaft in der Federation of Euro-Asian Stock Exchanges (FEAS). Der Markt fungierte bis zu seiner Ausgliederung im Jahr 2002 als eigenständige Unternehmen im Besitz des Staates. Derzeit ist die Börse nicht funktionsfähig, da sie seit 2014 geschlossen ist. Sie konnte sich nie wirklich auf dem Markt durchsetzen und blieb eher ein „rechtliches Konzept“ (ALSE).
2015 wurde die Albanian Securities Exchange als private elektronische Handelsplattform gegründet, die 2017 von der albanischen Finanzaufsicht als erstes Unternehmen in diesem Bereich lizenziert wurde.